# 1482 Себастијана
1482 Себастијана (енгл. 1482 Sebastiana) је астероид главног астероидног појаса чија средња удаљеност од Сунца износи 2,871 астрономских јединица (АЈ).
Апсолутна магнитуда астероида је 11,04 а геометријски албедо 0,116.